# Imperial Ordem de Nosso Senhor Jesus Cristo
A Imperial Ordem de Nosso Senhor Jesus Cristo é uma antiga ordem honorífica brasileira, originada a partir da portuguesa Ordem Militar de Cristo, a qual por sua vez remonta à medieval Ordem de Cristo. Foi a segunda ordem imperial brasileira com mais titulares, logo atrás da Imperial Ordem da Rosa, e premiava tanto militares quanto civis.

## Criação e regulamentação
O caráter religioso da Ordem residia também na necessidade da propagação e manutenção da Religião de Cristo a fim de "trazer a fé católica os idólatras e gentios"  que em grande número ainda existiam no país.
A Ordem de Cristo foi a condecoração mais concedida por D. João VI no Brasil, que a reformou no Rio de Janeiro em 5 de julho de 1809: 3635 hábitos, 442 comendas e 7 grã-cruzes num total de 4084 mercês. Já durante o reinado de D. Pedro I foram 2630 as ordens concedidas.
Foi conservada sob a autoridade papal do Papa Leão XII como ramo brasileiro da Ordem sob o imperador D. Pedro I em 15 de maio de 1827. A chancelaria que cuidava dos registros da ordem pertencia ao Ministério dos Negócios do Império do Brasil. Destituiu-se de seu caráter religioso e foi reformada pelo imperador D. Pedro II por meio de decreto de 9 de setembro de 1843 e a 7 de dezembro de 1861.
A Ordem consistia no imperador como grão-mestre e o herdeiro aparente era comendador-mor.
Foi extinta após a Proclamação da República no Brasil, juntamente com a maioria das ordens imperiais, a 24 de fevereiro de 1891.

## Características

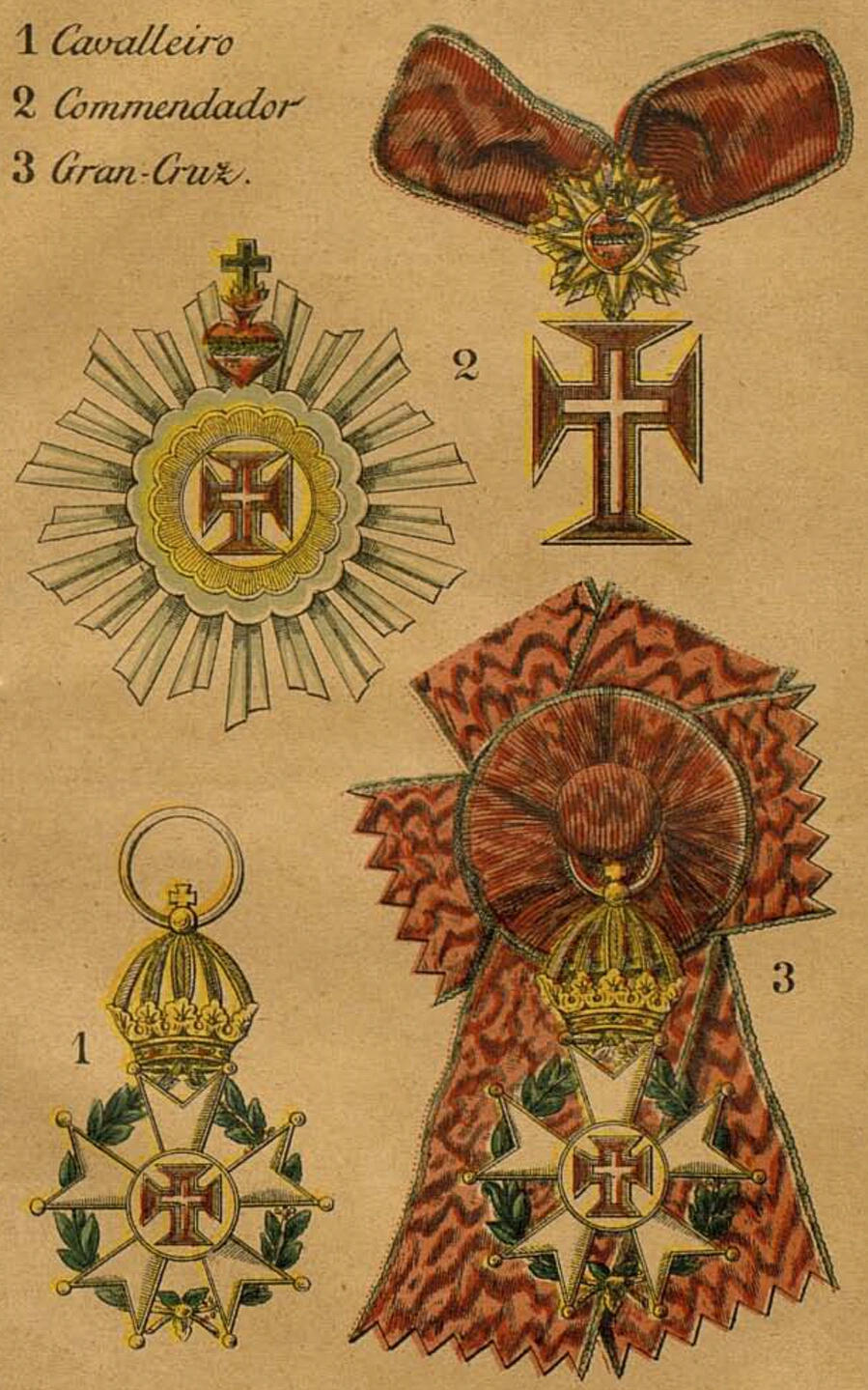
Condecoração de Comendador da Imperial Ordem de Cristo

### Insígnia
Grã-cruz
- Anverso: estrela branca de cinco pontas bifurcadas e maçanetadas, assentada sobre guirlanda de ramos de café e fumo, pendente de coroa imperial. Ao centro, medalhão redondo branco, com cruz da Ordem de Cristo, bordada d'ouro.

### Fita e banda
De cor vermelha, com duas orlas azuis.

### Graus
1. Grã-Cruz (com o tratamento de Excelência e limitado a 12 recipientes)
2. Dignitário
3. Comendador
4. Oficial
5. Cavaleiro